# عمارت تلگرافخانه (بندر جاسک)
 عمارت تلگرافخانه  واقع در بخش مرکزی شهرستان بندر جاسک استان هرمزگان و از نقاط دیدنی استان هرمزگان در جنوب ایران است.
ازآثار باقی مانده انگلیسی‌ها و هلندی‌ها در جاسک عمارتی است که به نام (عمارت تلگرافخانه) معروف است. 
در روزگار استقرار شرکت هند خاوری، در این ناحیه، بناهایی در آن ساخته شده‌است . ساختمان تلگراف خانه، در ۱۸۶۹ میلادی برابر با ۱۲۸۶ هجری قمری از سوی انگلیسی‌ها بنا شده و ساختمان بنگله سرخ که در سال ۱۸۷۷ میلادی برابر با ۱۲۹۴ هجری قمری، از سوی هلندیها بنا شده‌است . بنگله سرخ، در سال‌های اخیر مرکز گارد مسلح گمرک بوده‌است .

## منبع
- زنده دل، دستیاران، حسن. (مجموعه کتابهای راهنمای جامع ایرانگردی استان هرمزکان)  ج۱. چاپ وانتشار سال ۱۹۹۸ میلادی.